# 清华大学土木工程馆

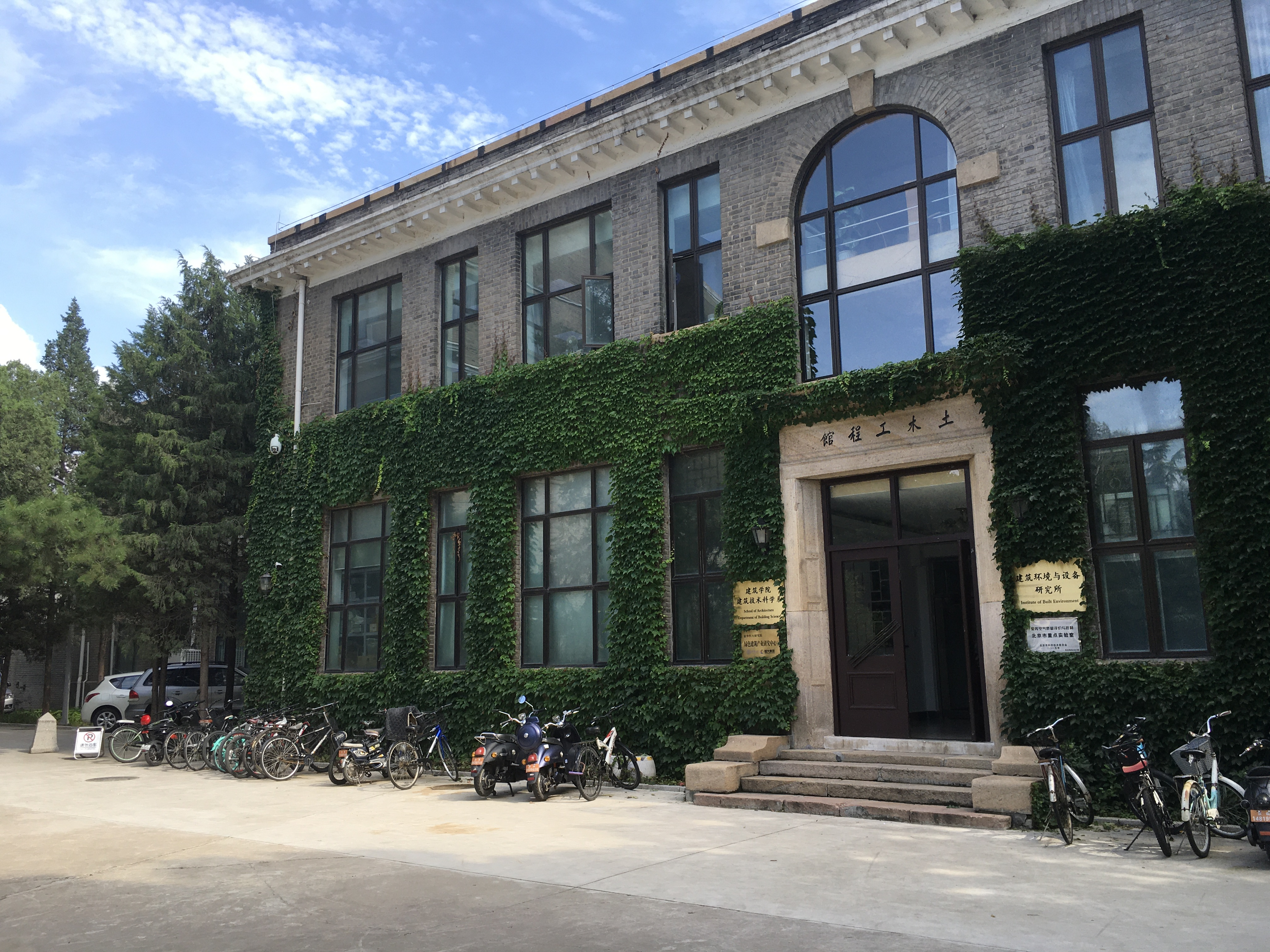
土木工程馆

清华大学土木工程馆是清華大學土木工程系的舊館，建於1922年，由庄俊負責設計與施工，初建時稱為工藝館、並且為平房，原本是留美預備生進行工藝實習的場所，內設鑄工、鍛工、木工、金工等機械設備。
1926年，清華在工藝館成立工程系；1929年成立清華大學土木工程系，並歸屬於理學院；1932年，土木工程系歸為工學院，並在工藝館的基礎上，擴建為兩層及兩翼，成為系館。目前为建筑学院建筑技术科学系所在地。
2019年，清华大学舊土木工程馆被北京市政府列為北京市第一批历史建筑。